# Szélcsendes-szigetek (Társaság-szigetek)
A Szélcsendes-szigetek vagy Szél alatti szigetek (franciául Îles Sous-le-vent, tahitiul Fenua Raro Mata’i) a francia polinéz Társaság-szigetek nyugati csoportja, Franciaország tengerentúli területeinek a része a Csendes-óceán közepén. A terület a Teraina-szigetektől (Kiribati része) délre, a Cook-szigetektől keletre és az Ausztrál-szigetektől északra (szintén Francia Polinézia része) északra fekszik. Területe 395 km², lakosság 33 000 fő.

## Földrajz
A szigetek többsége sziklás, hegyes, vulkanikus kőzetű. Magasan a hegyekben is találhatók korál ágyak. A láva különböző formákban fordul elő, akár szilárd folyamként is. A vulkanikus aktivitás már olyan régen megszűnt, hogy a krátereket szinte teljesen eltüntette már az erózió.
Raiatea szigetén – ami a szigetcsoport legnagyobb tagja – található a terület legnagyobb települése és egyben fővárosa, Uturoa, illetve a legmagasabb pont, az 1017 méter magas Tefatua-hegy.

### Részei

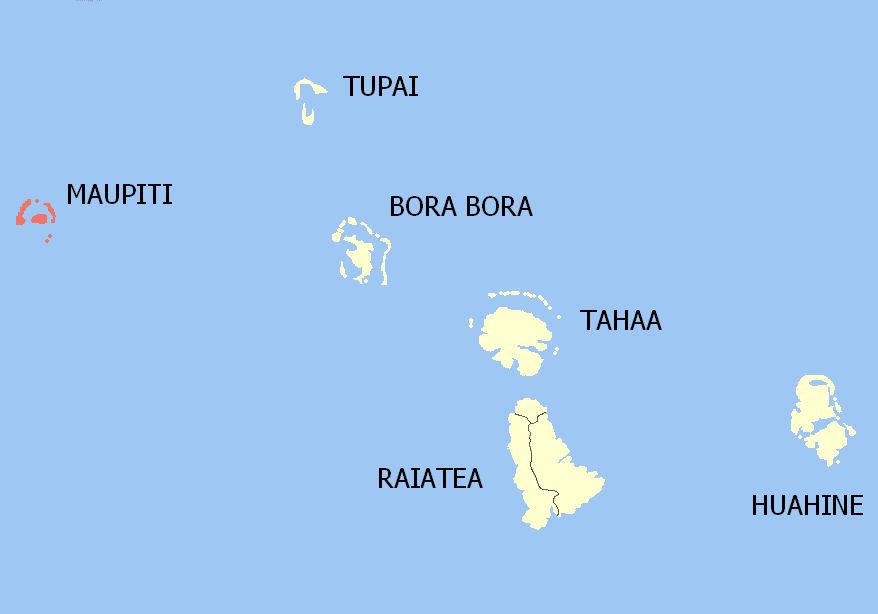
A Szél alatti szigetek térképe (Manuae, Maupihaa és Motu One nélkül)

A szigetek nyugati része egy három tagból álló atollcsoportot képez: 
- Manuae, más néven Szicília Atoll,
- Motu One atoll, más néven Bellinghausen, és
- Maupihaa atoll, más néven Mopelia.

A keleti részén hegyes szigetekből álló szigetcsoport található:
- Maupiti (tahiti neve Maurua),
- Tupai atoll (tahiti neve Motu Iti),
- Bora Bora (tahiti neve Vava'u),
- Tahaa (tahiti neve Uporu),
- Raiatea (tahiti nevei Havai és Ioretea), valamint
- Huahine (tahiti neve Mata'irea).  Ezen felül Huahine magas dagálykor két szigetre osztódik, északon a Huahine Nui („nagy Huahine”) és délen a Huahine Iti („kis Huahine”) sziget lesz belőle.

### Élővilág
A növényvilágot főleg kenyérfa, csavarpálma és kókusz pálma jelenti. A korlátozott számú állatvilág vaddisznókból, patkányokból és kisméretű gyíkokból áll. Néhány édesvízi hal is megél a szigeteken található patakokban, azonban lényegesen jelentősebb a szigeteket körbezáró korall zátonyok halvilága.

## Története
Az első európai ember, aki a szigetekre tévedt James Cook kapitány volt 1769. április 12-én, a brit felfedezések idején, amikor a Vénusz bolygóátvonulását vizsgálták. Az első utazás alkalmával (később még egy alkalommal járt a szigeteken) nevezte el a Szél alatti szigeteket Társaságnak, az angol Royal Society tiszteletére, akik az expedíció fő támogatói voltak. Azután, hogy Franciaország Tahiti protektorátusa lett 1840-ben, a britek és a franciák aláírták a Jarnac egyezményt  1847-ben, amelyben kinyilatkozták, hogy Raiatea, Huahine és Bora Bora királysága független maradhat mindkét hatalomtól. Azt is tartalmazta az egyezmény, hogy a szigetcsoport felett nem uralkodhat egy uralkodó. Franciaország végül megszegte az egyezményt és számos helyi ellenállás és konfliktus után gyarmati birodalmához csatolta a szigeteket 1888-ban (a Szél felőli szigetek után nyolc évvel). Az ú.n. Szél alatti háború 1897-ig tartott.

## Közigazgatás
Közigazgatásilag a Szél felőli szigetek Francia Polinézia öt nagy közigazgatási egységéből az egyik (subdivision administrative des Îles Sous-le-vent). Földrajzilag ez a terület megegyezik a Szél felőli szigetek választási körzettel (circonscription des Îles Sous-le-vent). Ez Francia Polinézia 6 választási körzetei közül az egyik.

## Turizmus
A turizmus jelenti a szigetek gazdaságának oszlopát. Mezőgazdaságból származó termékeik a kopra, a cukor, a rum, a gyöngyház  és a vanília.

## Külső hivatkozások
- Műholdkép